# Shelly Cole
Shelly Cole (née le 22 août 1975) est une actrice américaine qui a joué dans les films Prey for Rock & Roll et Art School Confidential. Elle est également apparue dans de nombreuses séries télévisées, notamment dans le rôle de Madeline Lynn dans Gilmore Girls.

## Filmographie
| Année     | Titre                         | Rôle                | Notes         |
| --------- | ----------------------------- | ------------------- | ------------- |
| 2000      | The Theory of Everything      | Janice              | Téléfilm      |
| 2000      | The Princess & the Barrio Boy | Une fille sans-abri | Téléfilm      |
| 2000–2004 | Gilmore Girls                 | Madeline Lynn       | 33 épisodes   |
| 2000–2001 | Boston Public                 | Susan               | 2 épisodes    |
| 2001      | Le Protecteur                 | April Evans         | 1 épisode     |
| 2001      | Urgences                      | Laura Avery         | 1 épisode     |
| 2002      | New York Police Blues         | Baby Doll           | 1 épisode     |
| 2002      | BraceFace Brandi              | Christina           | Court-métrage |
| 2003      | Prey for Rock & Roll          | Sally               |               |
| 2003      | Touche pas à mes filles       | Christina           | 1 épisode     |
| 2004      | The Men's Room                | Charlotte           | 4 épisodes    |
| 2004      | La Vie avant tout             | Gina Perry          | 1 épisode     |
| 2005      | Le Monde de Joan              | Punk Girl God       | 1 épisode     |
| 2005      | FBI : Portés disparus         | Nicki Tyler         | 1 épisode     |
| 2006      | Cold Case : Affaires classées | May Pierson         | 1 épisode     |
| 2006      | Art School Confidential       | Filthy-Haired Girl  |               |
| 2006      | Les Experts : Manhattan       | Elva                | 1 épisode     |
| 2007      | NCIS : Enquêtes spéciales     | Bernadette Watkins  | 1 épisode     |
| 2007      | Esprits criminels             | Anna Begley         | 1 épisode     |
| 2008      | The Village Barbershop        | Gloria MacIntyre    |               |
| 2009      | Dark House                    | Lily                |               |
| 2009      | Monk                          | Edie Kazarinski     | 1 épisode     |
| 2010      | Dr House                      | Nurse Maldonado     | 1 épisode     |
| 2010      | How to Make Love to a Woman   | Rose                |               |
| 2010      | Metronome                     | Ann                 | Court-métrage |
| 2011      | Level Seven                   | Selina              |               |